# Piotr Makowski (trener)
Piotr Makowski (ur. 23 września 1968 w Bydgoszczy) – polski trener siatkówki. Pierwszy trener klubu Delecta Bydgoszcz (2011–2013), były trener Centrostal Focus Park Bydgoszcz, były asystent trenera kadry narodowej, a także trener żeńskiej reprezentacji od kwietnia 2013 roku. 14 lutego 2015 roku z powodów osobistych złożył dymisję z funkcji trenera reprezentacji Polski kobiet.

## Kariera trenerska
W sezonie 2004/05 został pierwszym trenerem drużyny seniorek klubu KS Pałac Bydgoszcz. Po zakończeniu sezonu 2006/07 został przez zarząd klubu zwolniony z tej funkcji i od początku sezonu 2007/08 objął w klubie funkcję trenera-koordynatora grup młodzieżowych. 20 lutego 2008 ponownie zatrudniony jako drugi trener, 4 kwietnia 2008 powrócił na stanowisko pierwszego trenera Centrostalu. Później został drugim trenerem (asystent Jerzego Matlaka) reprezentacji Polski kobiet. Od 2011 był trenerem męskiego zespołu Delecta Bydgoszcz. W latach 2013–2015 był pierwszym trenerem reprezentacji kobiet.
Od 2015 roku był trenerem Transferu Bydgoszcz, zastępując w roli szkoleniowca Vitala Heynena. W 2018 roku został prezesem spółki K.S. Pałac Bydgoszcz S.A.

## Sukcesy

### Krajowe
- srebrny medal Mistrzostw Polski – 2004/05
- Puchar Polski – 2004/05
- Superpuchar Polski – 2005/06
- 4. miejsce (2 razy) w Mistrzostwach Polski – 2005/06, 2006/07

### Międzynarodowe
- 4. miejsce w finale Pucharu Europy Top Teams – sezon 2005/06
- 3. miejsce z Reprezentacją Polski w Mistrzostwach Europy 2009